# Centro camuno di studi preistorici
Il Centro camuno di studi preistorici (CCSP) è una organizzazione volta allo studio ed alla ricerca dell'arte preistorica e primitiva.
Fondato nel 1964 dall'archeologo Emmanuel Anati ha sede a Capo di Ponte, in Val Camonica, luogo dove è presente la maggior quantità di petroglifi in Europa.
Il CCSP si occupa anche della pubblicazione di ricerche, saggi e notiziari in varie lingue tramite il Bollettino del Centro Camuno di Studi Preistorici e la collana Edizioni del Centro.
Sede separata dal Centro è quella del Dipartimento Valcamonica e Lombardia (DIP) stabilito a Niardo